# Esther Ballestrino de Careaga

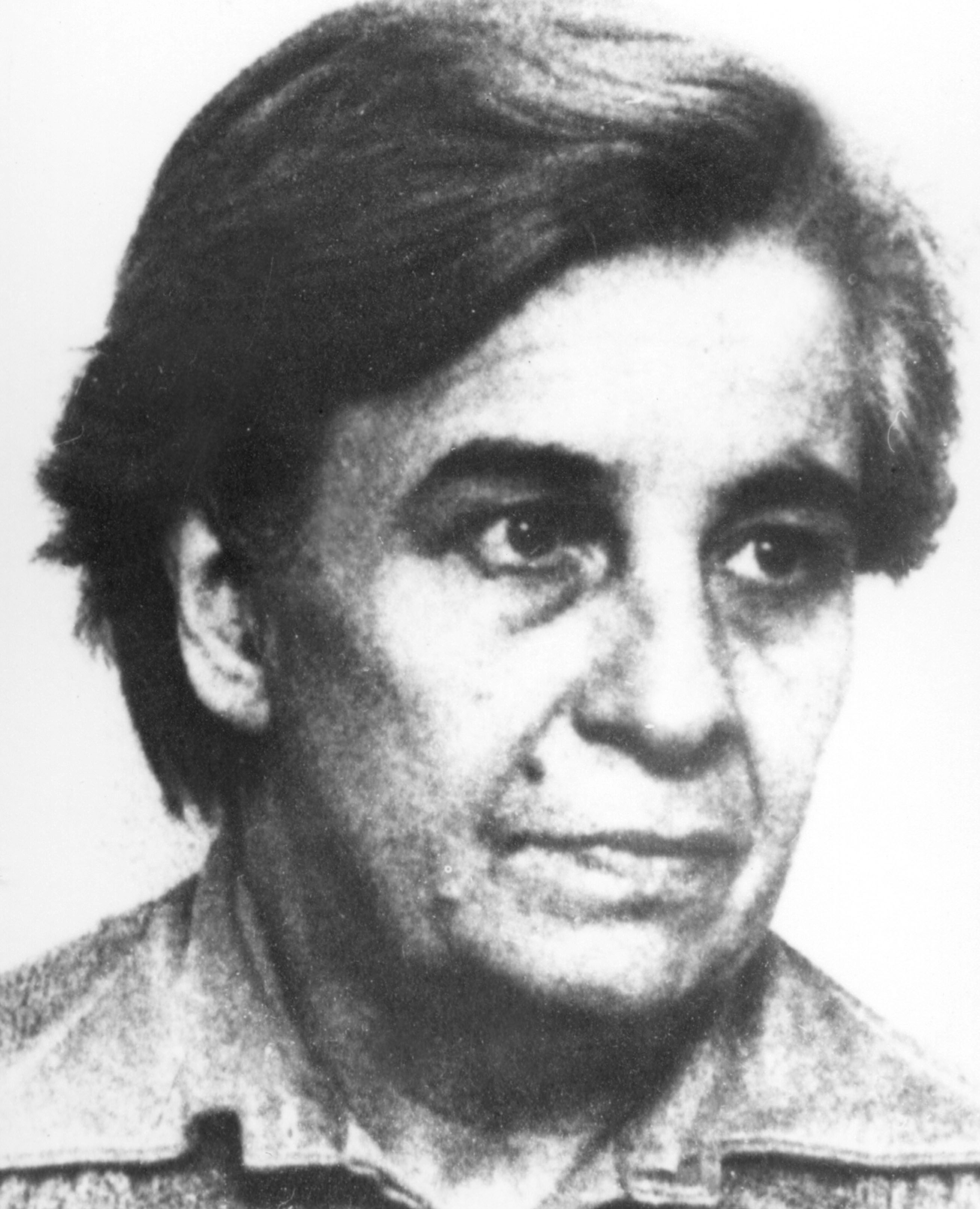
Esther Ballestrino de Careaga

Esther Ballestrino de Careaga (20 januari 1918 – 1977) was een Zuid-Amerikaanse biochemicus en activiste. Ze werd in Argentinië vermoord door de militaire junta van generaal Jorge Videla.  

## Jeugd en loopbaan in Paraguay
Esther Ballestrino de Careaga werd geboren in Uruguay op 20 januari 1918 als Esther Ballestrino en groeide op in Paraguay. Ze studeerde aan de Nationale Universiteit van Asuncion in Paraguay. Vervolgens promoveerde ze op een biochemisch-farmaceutisch thema. Ze was tevens lid was van Partido Revolucionario Febrerista, een democratisch-socialistische partij, en bekleedde een hoge functie in een vrouwenorganisatie in Paraguay. Vanwege de vervolgingen tijdens de burgeroorlog en de dictatuur van Higinio Morinigo besloot ze in 1947 te vluchten naar Argentinië, zoals vele liberalen, communisten en medepartijleden ('febrerista's) deden in deze periode. 
Haar betrokkenheid bij Paraguay verdween daarna echter niet. Zo steunde ze er in de jaren zestig en zeventig diverse sociale bewegingen. En toen in 1975 de Paraguayaanse politie drie communistische leiders ontvoerde, startte ze een handtekeningenactie tegen die ontvoeringen. Het was voor eerst dat ze staatsterrorisme aan de kaak stelde: het laten verdwijnen van politieke tegenstanders door de staat.

## Werk en activiteiten in Argentinië
In Buenos Aires ontmoette ze een andere balling die lid was van Febrerista, Raymundo Careaga. Ze trouwden en kregen drie dochters: Esther, Mabel en Ana Marie. Hun huis werd een toevluchtsoord voor veel Paraguayanen. In de jaren vijftig werkte Ballestrino de Careaga als chemicus in het Hickethier-Bachmann-laboratorium, in Buenos Aires, waar men vetten en andere voedingsproducten analyseerde. Daar ontmoette ze Jorge Mario Bergoglio die daar als technicus werkzaam was en later priester en uiteindelijk paus zou worden.
Na de Argentijnse staatsgreep van Videla op 24 maart 1976 kreeg Ballestrino de Careaga de vluchtelingenstatus van het Bureau van de Hoge Commissaris van de Verenigde Naties voor de Mensenrechten. Op 13 september 1976 ontvoerden de militairen Manuel Carlos Cuevas, de echtgenoot van haar dochter Mabel. Cuevas was lid van de Juventud Guevarista, verbonden met de gewapende tak Ejército Revolucionario del Pueblo van de revolutionaire arbeiderspartij Partido Revolucionario de Trabajadores. Op 13 juni 1977 werd ook Ana María ontvoerd, haar jongste dochter, die drie maanden zwanger was. Deze ontvoeringen leidden ertoe dat ze ook politieke activiteiten in Argentinië ging ontplooien. 
Naast de ontvoerde Cuevas en Ana Marie was ook de rest van de Careaga-familie het doelwit van de militairen. In het huis werd meermaals ingebroken en men was gedwongen periodiek te verhuizen. Nadat haar dochter was ontvoerd vroeg ze haar voormalige collega Bergoglio om naar haar huis te komen om haar schoonmoeder het sacrament der zieken toe te dienen. Hij was verrast, want de familie Careaga was niet katholiek. Toen hij eenmaal bij het huis was aangekomen, ontdekte Bergoglio waar het werkelijk om ging. Esther Balestrino de Careaga vroeg hem de marxistisch-leninistische boeken uit haar bibliotheek mee te nemen en te verbergen. Ze vreesde dat haar huis elk moment zou worden doorzocht. Bergoglio deed wat ze vroeg en nam de boeken mee. Na een paar maanden werd Ana Marie vrijgelaten, wat de Dwaze Moeders met wie Ballestrino de Careaga inmiddels contact had, hoop gaf. Het gezin zelf vluchtte echter naar Brazilië en haar dochters Ana Marie en Mabel kregen asiel in Zweden. Ze keerde zelf terug naar Argentinië om de Dwaze Moeders te helpen. Deze moeders werden korte tijd later echter zelf slachtoffer van de terreur.

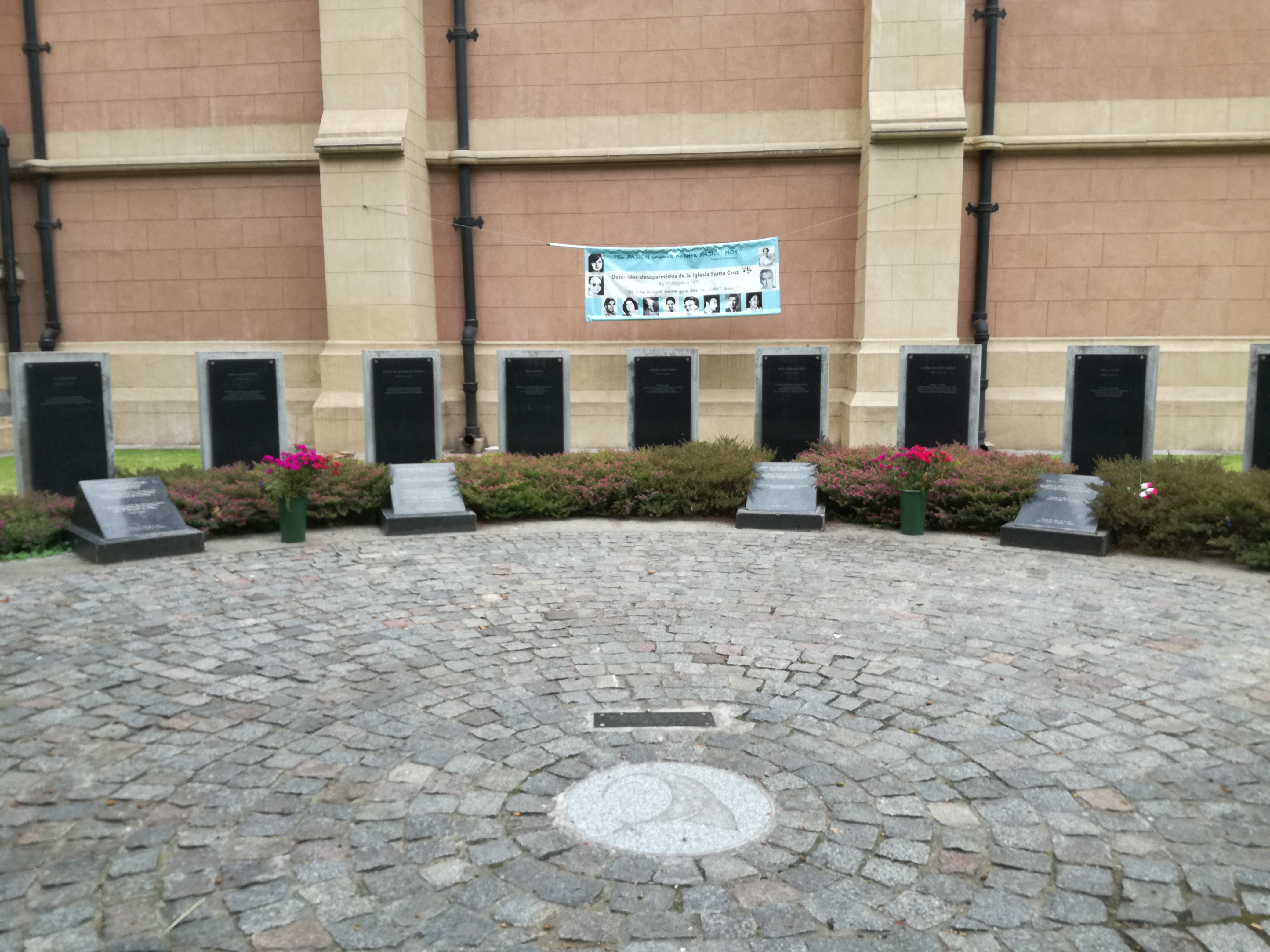
Graf van Esther Ballestrino de Careaga bij de kerk Santa Cruz

## Ontvoering en dood
Op 8 december 1977 werd Ballestrino de Careaga samen met anderen ontvoerd, in het centrum van Buenos Aires, toen ze samen met andere Dwaze Moeders bezig was een lijst van verdwenen familieleden te publiceren. Het ging in totaal om elf mensen, onder wie de Franse nonnen Alice Domon en Leonie Duquet. Ook Azucena Villaflor, de oprichter van de Dwaze Moeders, werd meegenomen. Ballestrino de Careaga werd vervolgens tijdens een van de beruchte "dodenvluchten" in zee gegooid. Ze spoelde later samen met andere gedumpte slachtoffers aan op het strand in de stad Santa Teresita, aan de Atlantische kust ten zuiden van de hoofdstad. Ze werd begraven als 'onbekend persoon' totdat een team van forensisch antropologen haar stoffelijk overschot identificeerde. Bergoglio, die inmiddels aartsbisschop van Buenos Aires was, gaf toestemming om haar te begraven bij de kerk van Santa Cruz.
- Biblioteca Nacional de España: XX6007675
- Virtual International Authority File: 6686156858487849780006
- WorldCat: E39PBJhhkXG699KB3q9XpqwHmd